# Olof Lagercrantz
Olof Gustaf Hugo Lagercrantz (født 10. marts 1911, død 23. juli 2002) var en svensk forfatter og journalist, der debuterede i 1935 med digtsamlingen Den döda fågeln. I perioden 1940 til 1951 var han kulturjournalist i Svenska Dagbladet og fra 1951 til 1960 kulturchef på Dagens Nyheter. Fra 1960 til 1975 var han chefredaktør for samme avis.
Lagercrantz var en meget indflydelsesrig kritiker og klummeskribent i Sverige. Han skrev biografier om flere af Sveriges største forfattere, hvoraf flere er blevet vigtige værker inden for litteraturvidenskab. Det gælder især Strindberg-biografien August Strindberg (1979) og portrættet af Lagercrantz' ven Gunnar Ekelöf Jag bor i en annan värld men du bor ju i samma (1994). I 1965 modtog han Nordisk Råds litteraturpris for sit arbejde med Dante Alighieri, Från helvetet till paradiset. Denne pris delte han med den færøske forfatter William Heinesen.
I 1960'erne og 1970'erne blev Lagercrantz mere politisk og blev fortaler for kulturradikalisme i Sverige. Lagercrantz gav i sin offentlige rolle anledning til stærke følelser. Især hans kulturradikalisme blev opfattet som provokerende i lyset af hans aristokratiske baggrund. Han blev meget kritiseret for de forsonlige og ret positive vurderinger af kommunismen, som han offentliggjorde i Dagens Nyheter efter at have rejst til Sovjetunionen og Kina.

## Privatliv
Lagercrantz blev født i Stockholm som søn af bankdirektør Carl Lagercrantz og grevinde Agnes Hamilton. Hans mor var i familie med digteren Erik Gustaf Geijer.
Olof Lagercrantz voksede op i Falköping, Västra Götalands län. Tiden, han tilbragte i Falköping, blev overskygget af hans mors depression og senere også af en søsters selvmord. Olof Lagercrantz var bror til Ebba Lönnroth, forfatter Lis Asklund, professor Rutger Lagercrantz og halvbror til Arvid Lagercrantz.
Olof Lagerkrantz var far til skuespillerinden Marika Lagercrantz og forfatteren David Lagercrantz, morbror til litteraturforskeren Lars Lönnroth og politikeren Johan Lönnroth.